# Ernst Nyffeler
Ernst Nyffeler (* 19. April 1952 in Burgdorf BE) ist ein ehemaliger Schweizer Radrennfahrer und nationaler Meister im Radsport.

## Sportliche Laufbahn
Nyffeler war im Strassenradsport aktiv. 1973 gewann er mit dem Manx International das bedeutendste internationale britische Eintagesrennen für Amateure. In der Tour de l’Avenir 1973 kam er auf den 47. Rang. 1974 siegte er mit der Vierermannschaft des Schweizer Nationalteams im Manx Open International Team Time Trial, einem Mannschaftszeitfahren im Vorfeld der Strassenradsport-Weltmeisterschaften. An seiner Seite fuhren Victor Schraner und Pietro Ugolini. In jener Saison holte er auch zwei Etappensiege in der Internationalen Rheinland-Pfalz-Rundfahrt. 
1975 wurde er Dritter in der Meisterschaft von Zürich im Amateurrennen und 51. im britischen Milk Race. 1976 wurde er beim Sieg von Pat McQuaid Dritter der Tour of Ireland. 
1976 wurde Nyffeler Berufsfahrer im Radsportteam Tigra, blieb aber nur eine Saison Radprofi.